# Bộ chia điện thế
Bộ chia điện thế là một mạch điện có hai điện trở mắc theo một định hình để chia điện thế ban đầu thành một điện thế khác thấp.

## Công thức
{\displaystyle V_{out}=V_{in}{\frac {R_{2}}{R_{1}+R_{2}}}}
{\displaystyle V_{out}=V_{in}{\frac {R_{L}}{R_{L}+R_{S}}}{\grave {\breve {\tilde {\grave {a}}}}}}
- Điện thế sau bằng tích của điện thế đầu với tỉ số của điện trở suất chia cho tổng của hai điện trở thành phần.